# Timestamp (Dokumentarfilm)

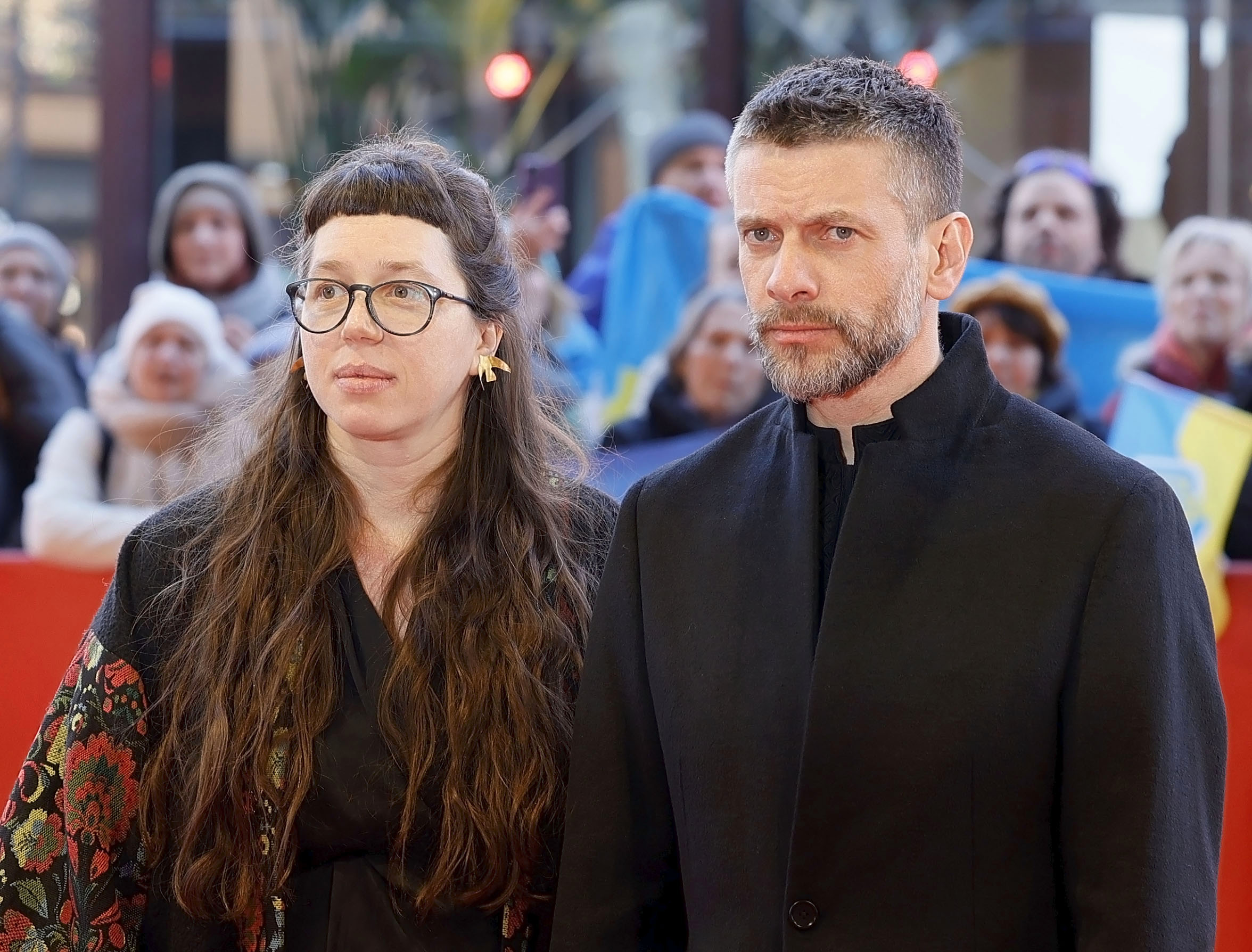
Kateryna Hornostaj and Oleksandr Roshchyn auf der Berlinale 2025

Timestamp (Originaltitel: Стрічка часу / Stritschka tschassu) ist ein Dokumentarfilm von Kateryna Hornostaj aus dem Jahr 2025. Das Werk zeigt, wie sich der Ukrainekrieg auf den Schulalltag auswirkt. Die europäische Koproduktion zwischen der Ukraine, Luxemburg, den Niederlanden und Frankreich wurde im Februar 2025 im Hauptwettbewerb der Internationalen Filmfestspiele Berlin (Berlinale) uraufgeführt.

## Handlung
Nach dem russischen Überfall auf die Ukraine 2022 bleiben die Schulen im Land geöffnet. Trotz stetiger Bedrohung durch russische Streitkräfte versuchen Lehrer und Schüler den Unterricht fortzusetzen. Der Mosaikfilm blickt in verschiedenen Teilen der Ukraine auf den Schulalltag. Gezeigt werden Alltagssituationen, darunter zum Beispiel Tränen von Kindern bei der Einschulung. Ein älterer Schüler schlüpft in die Rolle des Heiligen Nikolaus. Die Absolventen erhalten bunte Bänder. Vor dem Hintergrund des Kriegs werden auch Schüler gezeigt, die aufgrund der Luftangriffe auf Notunterkünfte ausweichen müssen. Ein Direktor weist auf beschädigte Gebäudeteile hin, während der Unterricht in einem anderen Flügel fortgesetzt wird.

## Hintergrund
Timestamp ist der dritte Langfilm der ukrainischen Filmemacherin Kateryna Hornostaj nach dem Dokumentarfilm Evromaidan. Chornovy montazh (2014) und ihrem auf der Berlinale 2021 in der JugendSektion Generation 14plus preisgekröntem Spielfilmdebüt Stop-Zemlia. Für die Dreharbeiten griff die Regisseurin auf die Crew von Stop-Zemlia zurück – Kameramann Oleksandr Roshchyn, Editor Nikоn Romachenko, Toningenieur  Mykhailo Zakutskyi und die Produzenten Olha Beskhmelnytsina, Natalia Libet und Viktor Shevchenko. Hornostaj verzichtete bei dem Film auf jegliche inszenatorische Kniffe wie zum Beispiel Voiceover, Interviews oder Reenactment. Stattdessen wurden Alltagssituationen gefilmt.
Der Dokumentarfilm wurde von der ukrainischen Gesellschaft 2Brave Productions produziert. Als Koproduzenten tragen die luxemburgische Firma a_BAHN, die niederländische Rinkel Docs sowie die französischen Cinephage Productions als Associate Producer in Erscheinung. Timestamp basiert auf einem Konzept der ukrainischen Bildungsorganisation Osvitoria. Sie war als Executive Producer an dem Filmprojekt beteiligt.

## Veröffentlichung
Die Weltpremiere von Timestamp erfolgte am 20. Februar 2025 im Rahmen der 75. Berlinale. Dort wurde das Werk als einziger Dokumentarfilm in den Hauptwettbewerb eingeladen.
Die Einnahmen aus den internationalen Vorführungen des Films sollen für den Wiederaufbau kriegszerstörter Schulen gespendet werden.

## Auszeichnungen
Für Timestamp erhielt Kateryna Hornostaj eine Einladung in den Wettbewerb um den Goldenen Bären, den Hauptpreis der Berlinale. Als letzter ukrainischer Filmemacher beziehungsweise letzte Filmemacherin hatte 1997 Kira Muratowa (Drei Geschichten) erfolglos im Hauptwettbewerb konkurriert. Gleichzeitig war Timestamp automatisch für den Berlinale Dokumentarfilmpreis nominiert.